# Чемпионат мира по стрельбе 1947
Чемпионат мира по стрельбе 1947 года прошёл в Стокгольме (Швеция).

## Общий медальный зачёт
(Синим цветом выделена принимающая страна)
| Место | Страна         | Золото | Серебро | Бронза | Всего |
| ----- | -------------- | ------ | ------- | ------ | ----- |
| 1     | Швеция         | 12     | 12      | 9      | 33    |
| 2     | Швейцария      | 5      | 4       | 4      | 13    |
| 3     | Норвегия       | 5      | 3       | 4      | 12    |
| 4     | Аргентина      | 3      | 1       | 1      | 5     |
| 5     | Финляндия      | 2      | 6       | 5      | 13    |
| 6     | Италия         | 1      | 0       | 0      | 1     |
| 7     | Греция         | 0      | 1       | 1      | 2     |
| 7     | Египет         | 0      | 1       | 1      | 2     |
| 8     | Великобритания | 0      | 0       | 2      | 2     |
| 9     | США            | 0      | 0       | 1      | 1     |

## Медалисты

### Винтовка
| Дисциплина                               | Золото                                                                                                | Серебро                                                                                     | Бронза                                                                                      |
| ---------------------------------------- | --- | ------------------------------------------------------------------------------------------- | ------------------------------------------------------------------------------------------- |
| Винтовка с трёх позиций, 300 м           | Паули Янхонен (Финляндия)                                                                             | Роберт Бюрхлер (Швейцария)                                                                  | Отто Хорбер (Швейцария)                                                                     |
| Винтовка с трёх позиций, 300 м (команды) | Швейцария · Отто Хорбер · Роберт Бюрхлер · Вернер Якобер · Эмиль Грюниг · Луи Шлапбах                 | Финляндия · Паули Янхонен · Бруно Фрич · Олави Эло · Олави Хюннинен · Тойво Мянттяри        | Швеция · Уно Берг · Исак Эрбен · Вальтер Фрёстелль · Курт Юханссон · Нильс Наумбург         |
| Винтовка лёжа, 300 м                     | Роберт Бюрхлер (Швейцария)                                                                            | Курт Юханссон (Швеция)                                                                      | Отто Хорбер (Швейцария)                                                                     |
| Винтовка с колена, 300 м                 | Вальтер Фрёстелль (Швеция)                                                                            | Курт Юханссон (Швеция)                                                                      | Паули Янхонен (Финляндия)                                                                   |
| Винтовка стоя, 300 м                     | Пабло Каньяссо (Аргентина)                                                                            | Олави Эло (Финляндия)                                                                       | Паули Янхонен (Финляндия)                                                                   |
| Стандартная винтовка, 300 м              | Курт Юханссон (Швеция)                                                                                | Вальтер Фрёстелль (Швеция)                                                                  | Отто Хорбер (Швейцария)                                                                     |
| Стандартная винтовка, 300 м (команды)    | Швеция · Уно Берг · Исак Эрбен · Вальтер Фрёстелль · Курт Юханссон · Торе Викстрём                    | Швейцария · Отто Хорбер · Роберт Бюрхлер · Эрнст Телленбах · Эмиль Грюниг · Карл Циммерман  | Аргентина · Антонио Андо · Хуан де Марки · Пабло Каньяссо · Хосе Касаса · Антонио Ортис     |
| Армейская винтовка, 300 м                | Отто Хорбер (Швейцария)                                                                               | Карл Циммерман (Швейцария)                                                                  | Леннарт Эрикссон (Швеция)                                                                   |
| Армейская винтовка, 300 м (команды)      | Швейцария · Отто Хорбер · Эрнст Телленбах · Эмиль Грюниг · Карл Циммерман                             | Швеция · Леннарт Эрикссон · Арне Фоллмарк · Бёрье Каллин · Хенри Малмберг                   | Норвегия · Сверре Гломнес · Йенс Фредбо · Вилли Рёгеберг · Сигурд Вик                       |
| Винтовка лёжа, 50+100 м                  | Одд Саннес (Норвегия)                                                                                 | Эрланд Кох (Швеция)                                                                         | Олави Хюннинен (Финляндия)                                                                  |
| Винтовка лёжа, 50+100 м, (команды)       | Швеция · Свен Дессле · Оле Хулстрём · Эрланд Кох · Руне Гернстрём                                     | Норвегия · Мауритц Амундсен · Йохан Хунес · Одд Саннес · Вилли Рёгеберг                     | Великобритания · Джон Чандлер · Виктор Джилберт · Джеймс Джоунс · Клод Сонли                |
| Винтовка лёжа, 50 м                      | Вилли Рёгеберг (Норвегия)                                                                             | Йонас Йонссон (Швеция)                                                                      | Курт Юханссон (Швеция)                                                                      |
| Винтовка лёжа, 50 м (команды)            | Швеция · Уно Берг · Исак Эрбен · Йонас Йонссон · Курт Юханссон · Эрланд Кох                           | Финляндия · Олави Эло · Паули Янхонен · Олави Хюннинен · Тойво Мянттари · Осмо Рантала      | Норвегия · Халвар Конгсъёрден · Йохан Хунес · Одд Саннес · Торе Скредегорд · Вилли Рёгеберг |
| Винтовка с колена, 50 м                  | Йохан Хунес (Норвегия)                                                                                | Отто Хорбер (Швейцария)                                                                     | Торе Скредегорд (Норвегия)                                                                  |
| Винтовка с колена, 50 м (команды)        | Швейцария · Отто Хорбер · Роберт Бюрхлер · Марчо Чокко · Эмиль Грюниг · Луи Шлапбах                   | Норвегия · Халвар Конгсъёрден · Йохан Хунес · Одд Саннес · Торе Скредегорд · Вилли Рёгеберг | Швеция · Вальтер Фрёстелль · Исак Эрбен · Йонас Йонссон · Курт Юханссон · Харри Юханссон    |
| Винтовка стоя, 50 м                      | Исак Эрбен (Швеция)                                                                                   | Мауриц Амундсен (Норвегия)                                                                  | Эрлинг Конгсхёуг (Норвегия)                                                                 |
| Винтовка стоя, 50 м (команды)            | Норвегия · Халвар Конгсъёрден · Мауриц Амундсен · Эрлинг Конгсхёуг · Торе Скредегорд · Вилли Рёгеберг | Швеция · Свен Дессле · Исак Эрбен · Йонас Йонссон · Курт Юханссон · Нильс Наумбург          | Финляндия · Олави Эло · Бруно Фрич · Олави Хюннинен · Тойво Мянттяри · Паули Янхонен        |

### Пистолет
| Дисциплина                                | Золото                                                                                            | Серебро                                                                               | Бронза                                                                                       |
| ----------------------------------------- | ------------------------------------------------------------------------------------------------- | ------------------------------------------------------------------------------------- | -------------------------------------------------------------------------------------------- |
| Пистолет, 50 м                            | Торстен Уллман (Швеция)                                                                           | Оскар Бидегайн (Аргентина)                                                            | Карл-Аксель Валлен (Швеция)                                                                  |
| Пистолет, 50 м (команды)                  | Аргентина · Оскар Бидегайн · Пабло Каньяссо · Федрико Грубен · Федерико Манес · Альберто Мартьена | Швеция · Свен Лундквист · Стуре Нордлунд · Карл Валлен · Торстен Уллман · Гуннар Шёдт | Швейцария · Хайнц Амбуэль · Вальтер Шаффнер · Эрнст Флюкигер · Беат Ринер · Александр Шпекер |
| Скорострельный пистолет, 25 м             | Энрике Диас Саэнс (Аргентина)                                                                     | Константин Милонас (Греция)                                                           | Свен Лундквист (Швеция)                                                                      |
| Скорострельный пистолет, 25 м (команды)   | Италия · Фердинандо Бернини · Гвидо Бертони · Франческо Линари · Белджо Маццавиллани              | Финляндия · Вяйнё Хеусала · Матти Каллио · Леонард Равило · Маури Куокка              | Греция · Евангелос Хриссафис · Айнгелос Пападимас · Константин Милонас · Георгес Викос       |
| Пистолет центрального боя, 25 м           | Торстен Уллман (Швеция)                                                                           | Маури Куокка (Финляндия)                                                              | Н.Дж.Родехеффер (США)                                                                        |
| Пистолет центрального боя, 25 м (команды) | Финляндия · Яакко Ринтанен · Матти Каллио · Вяйнё Скарп · Маури Куокка                            | Швеция · Оро Хелмисало · Эрик Холмберг · Свен Лундквист · Торстен Уллман              | Великобритания · Реджиналд Беннетт · Билл Статон · Хенри Стил · Билл Виллотт                 |

### Стрельба по подвижной мишени
| Дисциплина                                    | Золото                       | Серебро                    | Бронза                   |
| --------------------------------------------- | ---------------------------- | -------------------------- | ------------------------ |
| Одиночные выстрелы по «бегущему оленю», 100 м | Пер Олоф Скёльдберг (Швеция) | Юрьё Мьеттинен (Финляндия) | Торлейф Кокгорд (Швеция) |
| Двойные выстрелы по «бегущему оленю», 100 м   | Ханс Оснес (Норвегия)        | Ханс Лильедаль (Швеция)    | Торлейф Кокгорд (Швеция) |

### Стендовая стрельба
| Дисциплина     | Золото                                                                     | Серебро                                                                | Бронза                                                                          |
| -------------- | -------------------------------------------------------------------------- | ---------------------------------------------------------------------- | ------------------------------------------------------------------------------- |
| Трап           | Ханс Лильедаль (Швеция)                                                    | Клас Клеберг (Швеция)                                                  | Сейфула Галеб (Египет)                                                          |
| Трап (команды) | Швеция · Нильс Хёгфелдт · Клас Клеберг · Ханс Лильедаль · Карл Палмстьерна | Египет · Сейфулла Галеб · Фарид Макариус · Махмуд Лабиб · Шериф Шахине | Финляндия · Вернер Экман · Альберт де Прадо · Конрад Хубер · Свен-Эрик Розенлев |
| Скит           | Г.Кьеллин (Швеция)                                                         | Карл Палмстьерна (Швеция)                                              | А.Норман (Швеция)                                                               |